# Bataille de Reval
guerre russo-suédoise de 1788-1790
Batailles
Hogland (en) - Reval - Vyborg - Svensksund
La bataille de Reval est une bataille navale russo-suédoise qui eut lieu le 13 mai 1790 au large du port de la ville de Reval (actuelle Tallinn) dans le cadre de la guerre russo-suédoise de 1788-1790.
L'affrontement entre Charles XIII de Suède et Vassili Iakovlevitch Tchitchagov se conclut par une victoire russe.